# 女川港

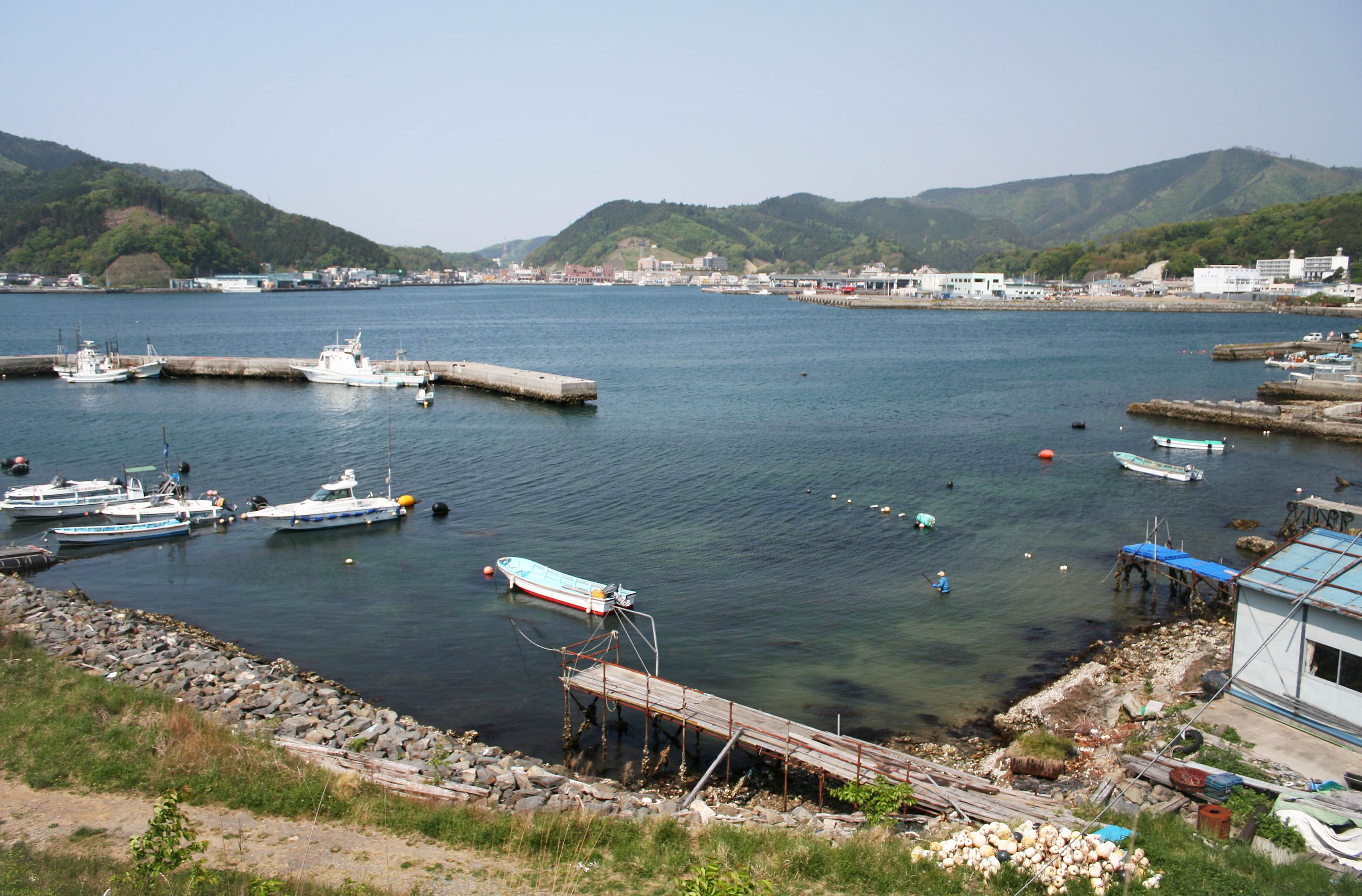
女川港（震災前、2009年5月9日）

女川港（おながわこう）は、宮城県牡鹿郡女川町にある地方港湾。港湾管理者は宮城県。
牡鹿半島基部の女川湾の湾奥に位置する港湾で、古くから沿岸漁業の基地として栄えたほか、金華山・江島・出島などの周辺離島への交通拠点となってきた。
2015年度の発着数は5,539隻（260,621総トン）、利用客数は21,999人（乗込人員11,164人、上陸人員10,835人）である。

## 歴史
明治時代初期、政府は初の近代港湾として野蒜築港の建設に着手したが、1884年（明治17年）の台風により突堤が破壊され建設は断念された。その際、野蒜港に代わる港湾として女川港の築港が検討されたが、財政上の理由から中止となった。
1925年（大正14年）、女川振興会が発足、昭和初期にかけて岸壁や魚市場の整備が進められ、漁業基地としての基盤が作られた。その後、1939年（昭和14年）に発足した女川港修築期成同盟会により商港建設が推進され1941年（昭和16年）に着工。太平洋戦争後も港の重要性は変わらず、1947年（昭和22年）には昭和天皇の戦後巡幸の訪問先の一つとなった。1954年（昭和29年）には地方港湾に指定され、1967年（昭和42年）までに防波堤、岸壁等の主要な港湾施設が建設された。
この間、1946年（昭和21年）3月23日には港内で定期船が沈没、死者117人を出す事故もあった

## 港湾施設
石浜地区・高白地区・横浦地区・大石原地区の4地区で構成されており、石浜地区は水産加工品や化学工業品などの貨物取扱、高白・横浦・大石原の各地区は小型漁船を主とした施設整備が行われている。石浜地区については、女川町が工業用地の造成、県が岸壁・物揚場等の港湾施設と分担して整備を行い、1999年に竣工している。

### 石浜地区
- 石浜埠頭3,000トン岸壁（-7,5m×L=150m）
- 石浜-4.5m岸壁（-4.5m×L=70m）
- 石浜物揚場（-3.5m×L=139m）
- 石浜物揚場（-3.5m×L=60m）
- 石浜-7.5m岸壁（L=130m）
- 石浜ふ頭（-4.5m×L=61m）
- 石浜物揚場（-2.0m×L=62m）
- 石浜-1.0m物揚場（L=25m）
- 石浜-4.0m物揚場（L=100m）
- 石浜（1）-2.0m物揚場（L=90m）
- 石浜船揚場（L=28m）

### 横浦地区
- 横浦物揚場延長　64ｍ水深　2.0ｍ
- 横浦物揚場延長　200ｍ水深　1.5ｍ
- 横浦船揚場延長　41ｍ

### 大石原地区
- 大石原物揚場（-1.5m×L=31m）
- 大石原物揚場（-1.5m×L=61m）
- 大石原物揚場（-2.0m×L=60m）
- 大石原物揚場（-1.5m×L=41m）

### 高白地区
- 高白物揚場（-1.5m×L=79m）
- 高白-1.5m物揚場（L=60m）
- 高白-1.5m物揚場（L=50m）
- 高白船揚場（L=30m）
- 高白船揚場（L=31m）